# 1484.
◄ | 14. stoljeće | 15. stoljeće | 16. stoljeće | ►
◄ | 1450-ih | 1460-ih | 1470-ih | 1480-ih | 1490-ih | 1500-ih | 1510-ih | ►
◄◄ | ◄ | 1481. | 1482. | 1483. | 1484. | 1485. | 1486. | 1487. | ► | ►►
Arhitektura • Astronomija • Glazba • Knjige • Književnost • Kršćanstvo • Medicina • Pravo • Promet • Slikarstvo • Znanost

## Događaji
- 5. prosinca – Papa Inocent VIII. izdao je odredbu koja inkvizitorima kao najvišim čuvarima rimokatoličke vjere daje široke ovlasti u proganjanju i osuđivanju navodnih vještica i heretika. Pokrenut je val procesa protiv vještica, odnosno žena koje su smatrane pomagačicama sotone.

## Vanjske poveznice
|  | Zajednički poslužitelj ima još gradiva o temi 1484. |